# ニンフと羊飼い
『ニンフと羊飼い』（伊: Ninfa e pastore, 独: Nymphe und Schäfer, 英: Nymph and Shepherd）は、盛期ルネサンス期のヴェネツィア派の画家ティツィアーノ・ヴェチェッリオが1570年から1575年頃に制作した絵画である。油彩。主題についてははっきりしないが、ギリシア神話に登場するニンフを描いたものと考えられている。ティツィアーノ最晩年の作品の1つで、詩情豊かな極めて自由な筆致で描かれている。初代ハミルトン公爵ジェイムズ・ハミルトン、オーストリア大公レオポルト・ヴィルヘルムによって所有された。現在はウィーンの美術史美術館に所蔵されている。

## 作品
ティツィアーノは樫の木の下で過ごす若い男女を描いている。若い男性は段差のある地面に座り、背を向けて隣に寝そべっている女性のほうを見ている。両手で縦笛のコードを握っているが吹いていない。女性は斑点のあるヒョウの毛皮の上に横たわっており、背後にいる男性のほうを振り向いている。女性は金色混じりの白の薄い布をまとっている以外はほぼ全裸で、左肩からそっと背中に落ちた布は臀部を覆うことなしに右側の腰を回って腹部を覆い、裸足の足は草むらの上に伸ばされている。毛皮の頭部は女性の太股の下にあり、尻尾の部分は若い男の右肩に掛けられている。彼らは自然の中にいるものの、その風景は理想的なアルカディアの田園風景とは呼び難いものである。唯一自然と呼びうるのは2人がいる樫のみであり、かろうじて少し離れた崖の上に別の樹木が生えており、1頭の山羊（鹿とも）が葉の茂った枝を食べているものの、樹木が生きている部分はその枝のみであり、幹は中ほどで折れて枯れてしまっている。

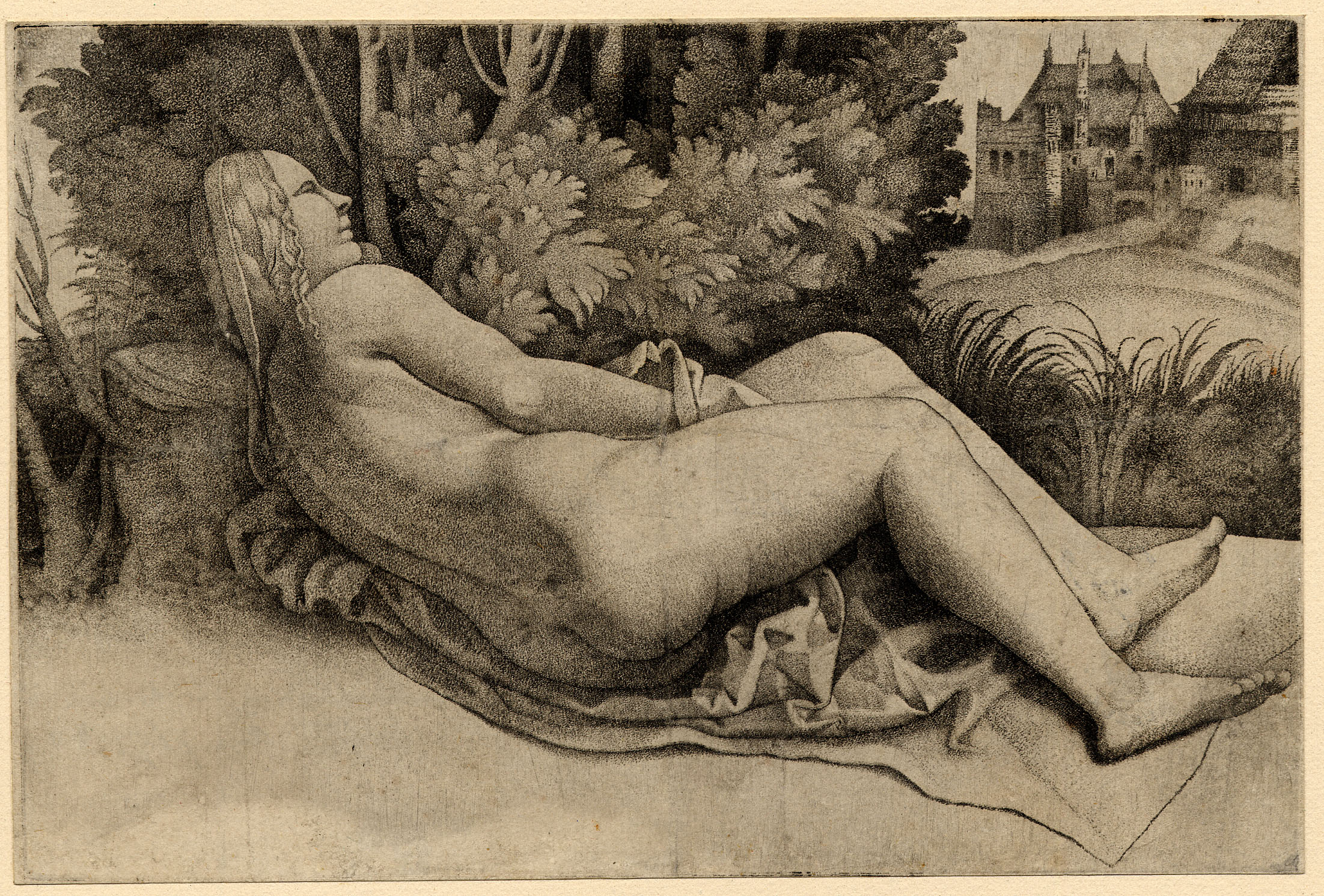
ジュリオ・カンパニョーラの銅版画『風景の中に横たわる裸婦』。1500年から1515年の間。

ティツィアーノはこの晩年の作品で若い頃に慣れ親しんだジョルジョーネの牧歌的主題に立ち返っているように思われる。背を向けて横たわる裸婦もジュリオ・カンパニョーラの銅版画『風景の中に横たわる裸婦』（Donna distesa in un paesaggio）を通して伝えられるジョルジョーネの構想に基づいている。しかし本作品の雰囲気は初期の『眠れるヴィーナス』（Venere dormiente）や『田園の奏楽』（Concerto campestre）に特徴的な甘美な安らぎとは対照的に夕暮れ時の寂寥感ともいうべき沈鬱な雰囲気が色濃く漂う。
この場面を理解するため、2人の男女が何を表しているかについて様々な説が唱えられている。それらは自然の森の神話的な住人であるニンフと羊飼いとするものから、プラトン的な視覚と聴覚の間の寓意、あるいはギリシア神話のアルテミス（ローマ神話のディアナ）とエンデュミオン、ダフニスとクロエ、アンジェリカとメドロ、オルフェウスとマイナデスとするものまで多岐にわたる。1649年のハミルトン公爵の目録ではヴィーナスとアドニスとして記載された。ヴィーナスとアンキセス、アリアドネとディオニュソスと見なす者もいる。後者によると若者の頭を飾るブドウの葉の冠や女性が寝そべるヒョウの毛皮はディオニュソスを、目覚めたばかりであるように見えるリラックスして寝そべる女性はアリアドネを示唆している。これらの説に対して、美術史家エルヴィン・パノフスキーは1969年にトロイアの王子パリスとその恋人オイノネではないかと主張した。神話によるとパリスとイデ山のニンフのオイノネは恋仲であったが、パリスは彼女を捨ててヘレネと結ばれる。後にトロイア戦争で死に瀕したパリスはイデ山に戻り、オイノネに癒してくれるよう懇願したが、彼女はこれを拒否する。そしてパリスが死ぬとオイノネは後悔して自殺する。しかし、そもそも予言の能力を持つ彼女にとって、この未来はパリスが彼女のもとを去る以前から分かっていたことであった。このように作品の沈鬱な雰囲気は牧歌的な愛の交感の中にありながら呪われた運命を予感しなければならない登場人物に由来すると解釈することでよりよく理解できるという。いずれにせよ本作品が神話の特定の場面を描いたものであるかどうかは不明である。
極めて自由な筆致で描かれた詩情豊かな絵画であり、最晩年の作品であることは疑いない。おそらく1570年代初頭のものであろう。美術史家クロード・フィリップスはティツィアーノの「名人にふさわしい晩年の技法」、ゲオルク・グロナウは「見事な即興」と評した。研究史の初期の段階では少なくとも部分的に未完成であると一般に考えられていたが、グスタフ・グリュックらによって最初に完成した作品であることが示唆された。

## 来歴
絵画はおそらく1576年にティツィアーノが死去したとき工房に残されていた作品の1つで、遺産相続人ポンポニオ・ヴェチェッリオ（Pomponio Vecellio）によってヴェネツィアで売却され、ヴェネチアの香辛料商人バルトロメオ・デッラ・ナーヴェのコレクションに加わった。デッラ・ナーヴェの死後、本作品を含むコレクションのほとんどは1638年に初代ハミルトン公爵ジェイムズ・ハミルトンによって購入された。しかしハミルトン公爵がイングランド内戦中の1649年に処刑されると、コレクションの大半はスペイン領ネーデルラント総督であった大公レオポルト・ヴィルヘルムによって購入された。1,300点以上の絵画を収集したレオポルト大公はブリュッセルのクーデンベルク宮殿の画廊でそれらを展示した。大公が1650年代半ばにウィーンに移住した際にコレクションも運ばれ、のちにベルヴェデーレ宮殿に収蔵された。1792年にウフィツィ美術館との絵画交換でティツィアーノの『フローラ』（Flora）などの作品とともにフィレンツェに送られたが、ウフィツィ美術館に拒否され、ウィーンに返還された。その後100年間の大半は展示されることなく保管されていたが、バイエルンの画家カール・シェレインによって修復されたのち、1891年に美術史美術館の開館とともに公開された。2002年から2007年にかけて修復が行われ、困難な過程を経て過去の修正やワニスの層が除去された。

## 複製
ダフィット・テニールスはレオポルト大公の依頼で『ブリュッセルの画廊における大公レオポルト・ヴィルヘルム』（Aartshertog Leopold Willem in zijn schilderijengalerij in Brussel）と題したクンストカンマー絵画を複数制作した。『ニンフと羊飼い』はこれらの絵画のうちマドリードのプラド美術館のバージョンとオーバーシュライスハイムのシュライスハイム新宮殿のバージョンに描かれた。それぞれ画面左上と画面右下に本作品が描かれているのを見ることができる。前者はレオポルト大公から従兄弟のスペイン国王フェリペ4世に贈呈された。テニールスはさらに『テアトルム・ピクトリウム』（Theatrum Pictorium）のために本作品の油彩による複製を制作し、そこからさらに版画による複製が制作された。

## ギャラリー
関連作品

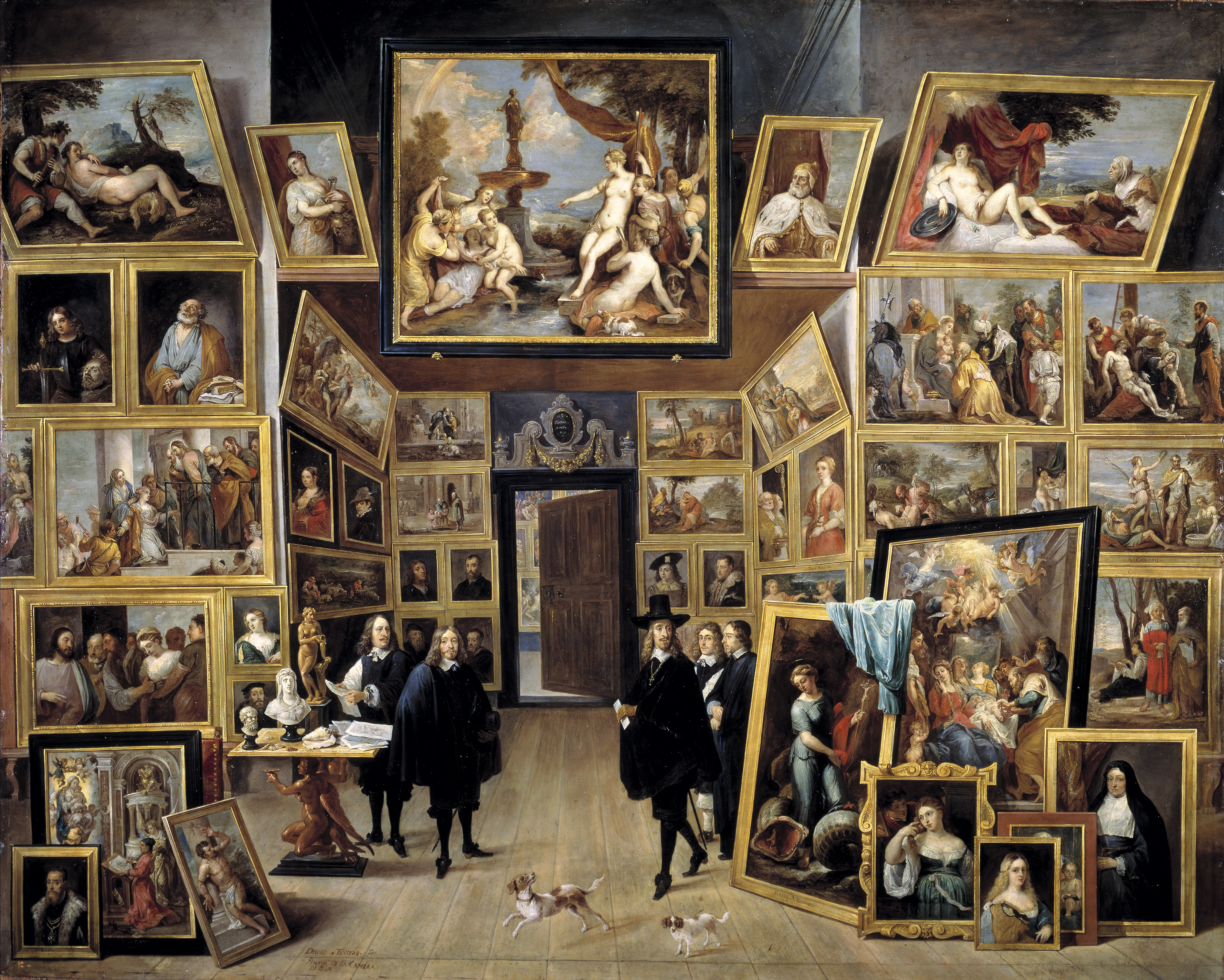
ダフィット・テニールス『ブリュッセルの画廊における大公レオポルト・ヴィルヘルム』1647年-1651年 プラド美術館所蔵[8] 画面左上に『ニンフと羊飼い』が描かれている
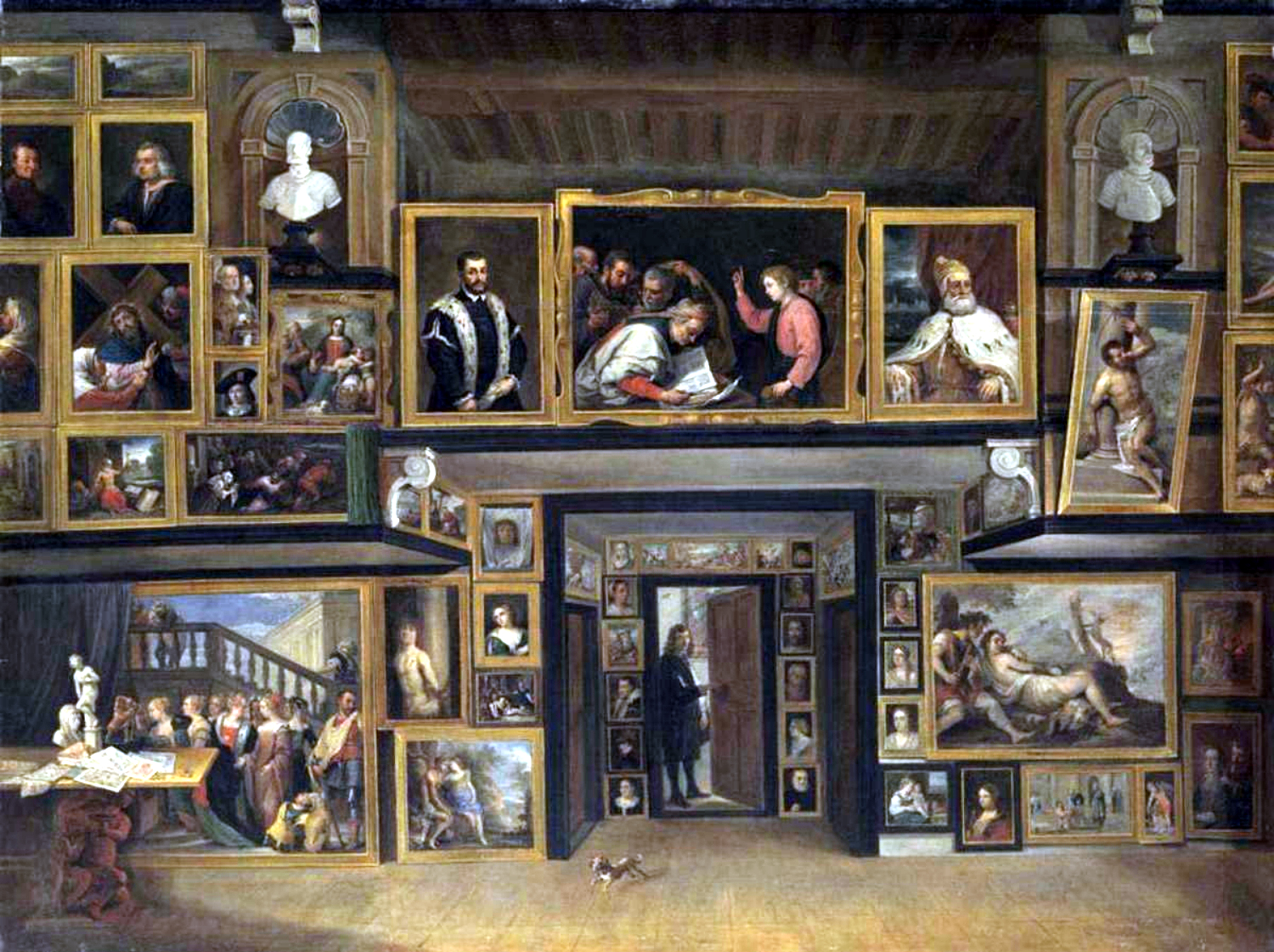
ダフィット・テニールス『ブリュッセルの画廊における大公レオポルト・ヴィルヘルム』1660年頃 シュライスハイム新宮殿所蔵 画面右下に『ニンフと羊飼い』が描かれている
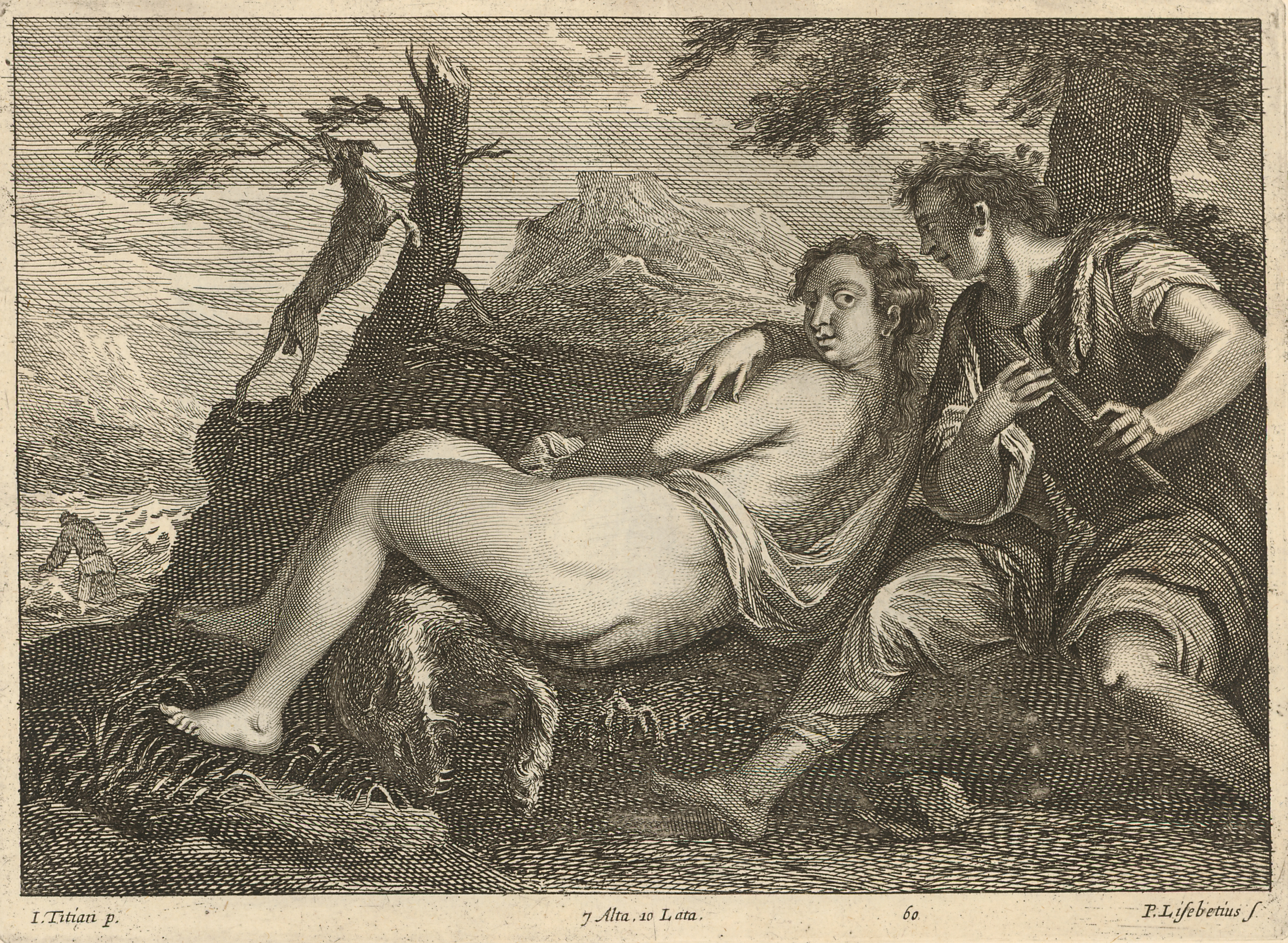
ピーテル・ファン・リーゼベッテン（英語版）『テアトルム・ピクトリウム』のためのエングレービング 1673年